# Gastrotheca rebeccae
Espèce
Statut de conservation UICN

 EN  : En danger
Gastrotheca rebeccae est une espèce d'amphibiens de la famille des Hemiphractidae.

## Répartition
Cette espèce est endémique de la région d'Ayacucho au Pérou. Elle se rencontre dans la province de La Mar de 2 440 à 2 970 m d'altitude dans le bassin du río Apurímac sur le versant Est de la cordillère Orientale.

## Étymologie
Cette espèce est nommée en l'honneur de Rebecca Ann Pyles.

## Publication originale
- Duellman & Trueb, 1988 : Cryptic species of hylid marsupial frogs in Peru. Journal of Herpetology, vol. 22, no 2, p. 159-179.